# 栗县
栗县，中国古县名。
秦置栗县，治所在今河南省夏邑县。属砀郡。《史记·项羽本纪》记载，秦二世二年（前208年）“章邯军至栗”。西汉时属梁国，汉武帝时改属沛郡。征和元年（前92年）栗县为栗侯国，趙敬肅王刘彭祖子刘樂为栗侯，在位二十七年薨，谥号節。汉宣帝地節四年（前66年），刘忠嗣为栗煬侯。刘終根嗣为栗質侯。刘況嗣为栗侯。东汉废栗侯国。